# Scottish Open 1959
Die Scottish Open 1959 waren die 40. Austragung dieser internationalen Meisterschaften von Schottland im Badminton. Sie fanden vom 16. bis zum 17. Januar 1959 in Edinburgh statt.

## Finalresultate
| Disziplin    | Sieger                     | Finalist                           | Ergebnis          |
| ------------ | -------------------------- | ---------------------------------- | ----------------- |
| Herreneinzel | Robert McCoig              | James P. Doyle                     | 15–9, 15–2        |
| Dameneinzel  | Wilma Tyre                 | Catherine Dunglison                | 12–10, 11–1       |
| Herrendoppel | Tony Horden Donald Ross    | George Henderson Charles McCormack | 13–15, 15–4, 15–4 |
| Damendoppel  | Wilma Tyre Maggie McIntosh | Catherine Dunglison J. Gordon      | 17–14, 15–4       |
| Mixed        | Robert McCoig Wilma Tyre   | Tony Horden Catherine Dunglison    | 15–6, 9–15, 18–17 |